# Simyra confusa
Simyra confusa är en fjärilsart som beskrevs av Walker 1856. Simyra confusa ingår i släktet Simyra och familjen nattflyn. Inga underarter finns listade i Catalogue of Life.